# District d'Antsalova
Le district d'Antsalova est un district de la région de Melaky, situé dans l'Ouest de Madagascar.